# Aguaviva
Aguaviva – hiszpański zespół muzyczny, działający w latach 70. XX wieku. Twórczość zespołu to w dużej mierze interpretacje poezji hiszpańskiej, m.in. poezji Blasa de Otero.

## Członkowie zespołu
- Manolo Díaz – kompozytor i producent
- José Antonio Muñoz – recytacja
- Juan Carlos Ramírez (wokal i gitara)
- José María Jiménez (wokal i gitara)
- Rosa Sanz (wokal)
- Luis Gómez Escobar (wokal)
- Julio Seijas (gitara)

## Dyskografia
- Cada vez más cerca (1970)
- Poetas andaluces de ahora (1970)
- Apocalipsis (1971)
- 12 who sing the revolution (1971)
- Cosmonauta (1971)
- La casa de san Jamás (1972)
- No hay derecho (1977)
- La invasión de los bárbaros (1979)

## Najbardziej znane utwory
- Poetas andaluces de ahora
- Me queda la palabra